# Shuhei Taniguchi
Shuhei Taniguchi (谷口 周平, Taniguchi Shūhei), né le 18 octobre 1976, est un catcheur japonais, qui travaille actuellement pour la Pro Wrestling Noah sous le nom de ring Maybach Taniguchi ( マイバッハ谷口).

## Carrière

### Pro Wrestling Noah

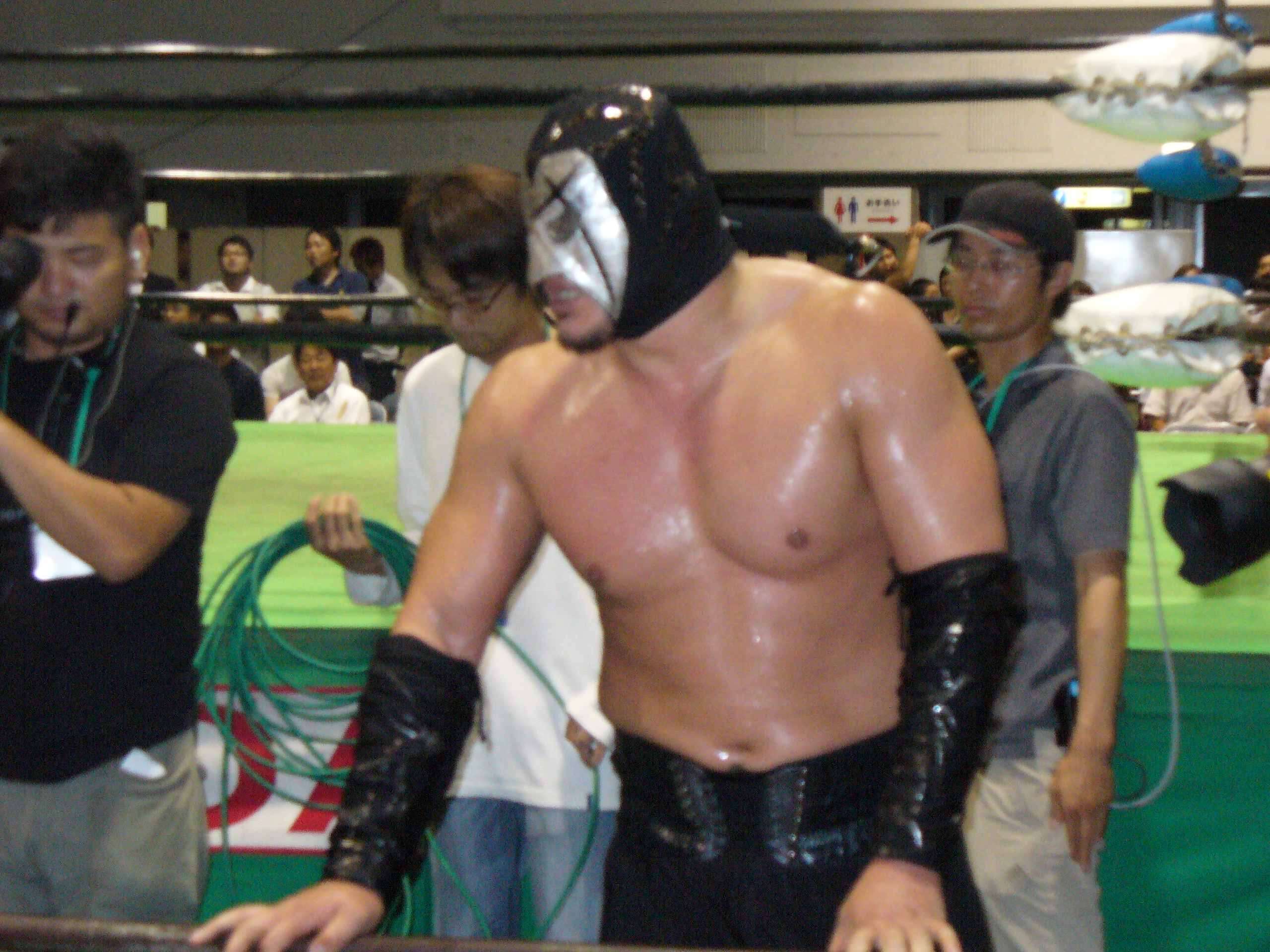
Maybach Taniguchi en Juin 2012

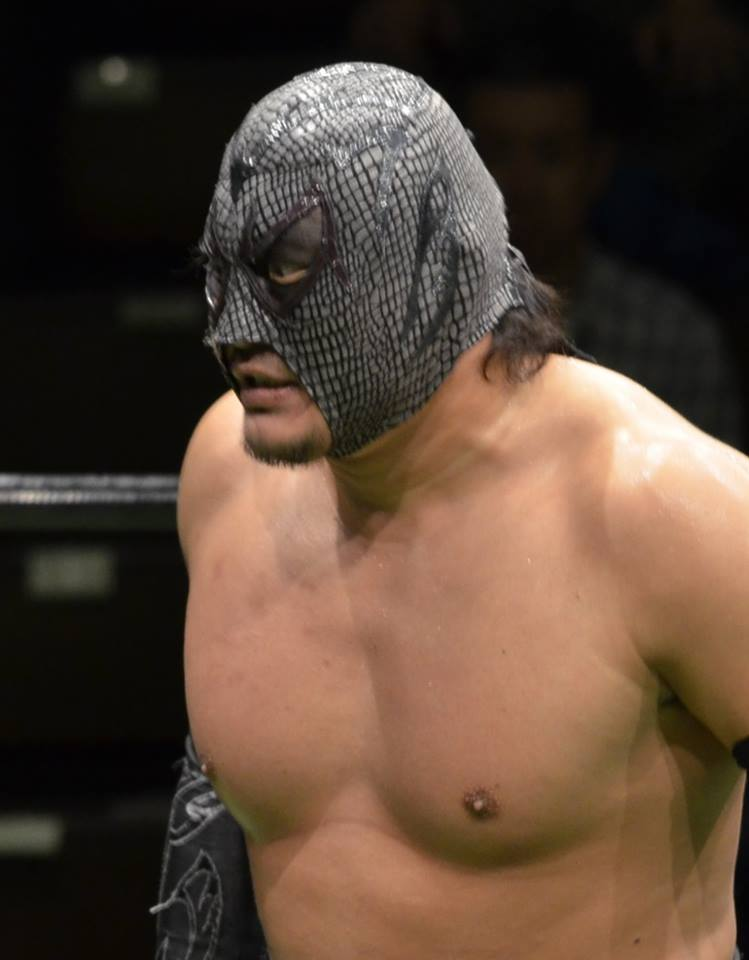
Maybach Taniguchi en Mai 2015

Le 14 mai, lui et Takeshi Morishima perdent contre The Kings of Wrestling (Claudio Castagnoli et Chris Hero). 
Lors de NJPW/AJPW/NOAH All Together, lui, Seiya Sanada et Tetsuya Naitō battent Manabu Soya, Muhammad Yone et Yujiro Takahashi.
Le 31 octobre 2011, lui et Gō Shiozaki perdent contre Bad Intentions (Giant Bernard et Karl Anderson) et ne remportent pas les GHC Tag Team Championship,,.
Le 8 octobre 2012, lui et KENTA battent Samoa Joe et Magnus et remportent les GHC Tag Team Championship. Le 26 octobre, ils perdent les titres contre Akitoshi Saito et Gō Shiozaki.
Le 9 février, il attaque le chef de No Mercy KENTA, vole son GHC Heavyweight Championship et s'aligne avec le groupe Chaos de la New Japan Pro Wrestling, représentée à la Noah par Takashi Iizuka, Toru Yano et Yujiro Takahashi,,. Le 10 mars, il perd contre KENTA et ne remporte pas le GHC Heavyweight Championship. Le 13 avril, lui et Yujiro Takahashi entrent dans le Global Tag League 2013 en battant KENTA et Yoshihiro Takayama dans leur match d'ouverture, avec Taniguchi épinglant le GHC Heavyweight Champion KENTA pour remporter le match. Cependant, ils réussissent à gagner un seul de leurs trois matches restants dans le tournoi et ne se qualifient pas pour la finale. Le 11 mai, il prend part au match de la retraite de son entraîneur Kenta Kobashi, où lui, Gō Shiozaki, KENTA et Yoshinobu Kanemaru perdent contre Kenta Kobashi, Jun Akiyama, Keiji Mutō et Kensuke Sasaki.
Le 5 janvier 2014, il forme un nouveau groupe plus tard nommé Choukibou-gun, avec Kenoh et Takeshi Morishima. Le 25 janvier, lui et Takeshi Morishima battent TMDK (Mikey Nicholls et Shane Haste) et remportent les GHC Tag Team Championship avec l'aide de Kenoh et de leur nouveau partenaire Hajime Ohara,. Le 3 février, il perd contre KENTA dans un No Disqualification grudge match de rancune entre les deux anciens partenaires. Le 31 mai, lui et Takeshi Morishima perdent leur titres contre Dangan Yankies (Masato Tanaka et Takashi Sugiura). Le 23 septembre, il perd contre Naomichi Marufuji et ne remporte pas le GHC Heavyweight Championship.
Le 15 juin 2015, il perd contre Minoru Suzuki et ne remporte pas le GHC Heavyweight Championship. Le 31 janvier 2016, il retire volontairement son masque pour devenir l'une des figures de proue de la guerre de la Noah avec Suzuki-gun,. Il a depuis travaillé démasqué, tout en conservant le nom Maybach Taniguchi.
Il participe à la Lucha Libre World Cup 2016 en tant que membre de la "Team Noah" aux côtés de Naomichi Marufuji et Taiji Ishimori, en battant la "Team Resto del Mundo" (Apolo, Mil Muertes et Rockstar Spud) dans les quarts de finale mais ils sont éliminés du tournoi à la suite de leur défaite contre la Team AAA (Pentagón Jr., El Texano Jr. et Psycho Clown) en demi-finale.
Le 25 août, il perd contre Takashi Sugiura et ne remporte pas le GHC Heavyweight Championship. Lors du show King Of Pro-Wrestling 2016 de la New Japan Pro Wrestling, lui, Gō Shiozaki, Katsuhiko Nakajima et Masa Kitamiya battent Hiroyoshi Tenzan, Manabu Nakanishi, Satoshi Kojima et Yūji Nagata. Le 3 décembre, lui et Gō Shiozaki battent Killer Elite Squad (Davey Boy Smith, Jr. et Lance Archer) et remportent les GHC Tag Team Championship. Le 7 janvier 2017, ils conservent leur titres contre Atsushi Kotoge et Naomichi Marufuji. Le 21 janvier, ils perdent les titres contre Kenoh et Masa Kitamiya,.
Le 14 avril, lui et Naomichi Marufuji battent Kenoh et Takashi Sugiura et remportent les GHC Tag Team Championship,. Le 4 mai, ils remportent le Global Tag League 2017 en battant Atsushi Kotoge et Gō Shiozaki en finale. Le 4 juin, ils conservent leur titres contre Cody Hall et Randy Reign. Le 20 juillet, ils conservent les titres contre Katsuhiko Nakajima et Masa Kitamiya. Le 26 août, ils perdent les titres contre Atsushi Kotoge et Gō Shiozaki.
Le 14 octobre, lui et Cody Hall perdent contre Naomichi Marufuji et Akitoshi Saito et ne remportent pas les GHC Tag Team Championship.
Le 16 décembre, lui et Yuji Hino battent Gō Shiozaki et Katsuhiko Nakajima et remportent les GHC Tag Team Championship.

## Palmarès
- Pro Wrestling NOAH
  - 6 fois GHC Tag Team Championship avec KENTA (1), Takeshi Morishima (1), Gō Shiozaki (1), Naomichi Marufuji (1), Yuji Hino (1), et Takashi Sugiura (1)
  - Arukas Cup 6-Man Tag Tournament (2015) avec Maybach Blue Justice et Maybach Don
  - Global Tag League (2017) avec Naomichi Marufuji
  - Mauritius Cup (2007)
  - Global Tag League Fighting Spirit Award (2010) avec Takashi Sugiura[40]

## Récompenses des magazines
- Pro Wrestling Illustrated

| Année | 2016 | 2017 |
| ----- | ---- | ---- |
| Rang  | 289  | 169  |